# Аличени (Сату Маре)
Аличени (рум. Aliceni) насеље је у Румунији у округу Сату Маре у општини Таршолц. Oпштина се налази на надморској висини од 193 m.

## Становништво
Према подацима из 2002. године у насељу је живело 416 становника, од којих су сви румунске националности.